# Гундакар Томас фон Вурмбранд-Щупах
Гундакар Томас Франц де Паула Йохан Непомук Леонхард Давид фон Вурмбранд-Щупах (на немски: Gundakar Thomas Franz de Paula Johann Nepomuk Leonhard David Graf von Wurmbrand-Stuppach; * 30 декември 1733, Виена; † 10 май 1791, Грац) е граф от знатната австрийска благородническа фамилия Вурмбранд-Щупах в Долна Австрия.

## Произход
Той е син на граф Йохан Йозеф Вилхелм фон Вурмбранд-Щупах (1670 – 1750) и третата му съпруга графиня Мария Доминика Елеонора Йозефа Евстахия Теофилия фон Щархемберг (1710 – 1736), дъщеря на граф Гундакар Томас фон Щархемберг (1663 – 1745) и графиня Мария Йозефа Йоргер цу Толет (1668 – 1746). Баща му се жени четвърти път на 29 октомври 1736 г. се жени за графиня Мария Бонавентура фон Щархемберг (1691 – 1740), която е по-голяма сестра на майка му, третата му съпруга, и на 29 август 1740 г. във Винер Нойщат за графиня Мария Анна Франциска фон Ауершперг (1712 – 1780).

## Фамилия
Гундакар Томас се жени на 12 януари 1755 г. за графиня Мария Антония фон Ауершперг (* 30 септември 1739; † 30 юни 1816), дъщеря на 4. княз Хайнрих Йозеф фон Ауершперг (1697 – 1783) и графиня Мария Франциска Анна Ксаверия Антония Сузана Траутзон фон Фалкенщайн (1708 – 1761). Те имат шест деца:
- Мария Терезия Франциска Вилхелма Максимилиана Ернеста Хенрика Антония Анна Доминика Алойзия Йозефа Винценция фон Вурмбранд-Щупах (* 22 януари 1759, Грац; † 9 март 183)
- Мария Анна Вилхелма Хенрика Йозефа Антония Алойзия Йохана фон Вурмбранд-Щупах (* 19 април 1760; † 18 февруари 1780)
- Хайнрих Вилхелм Гундакар Винценц Ферериус Франц Ксавер Антон фон Падуа фон Вурмбранд-Щупах (* 30 май 1762, Грац; † 21 април 1847, Виена), 1823 г. рицар на австрийския Орден на Златното руно, женен I. на 2 март 1794 г. във Виена за фрайин Йозефа фон Ледебур-Вихелн (* 2 юли 1776; † 16 юни 1800), II. на 7 април 1801 г. в Брюн за фрайин Мария Сидония фон Ледебур-Вихелн (* 12 октомври 1774; † 28 април 1833), III. на 2 февруари 1834 г. във Виена за графиня Мария Максимилиана Фердинанда Йозефа Франциска Йохана Непомуцена фон Вурмбранд-Щупах (* 30 януари 1770; † 13 януари 1838); има от двата брака общо 11 деца
- Мария Вилхелма Розалия Винценция фон Вурмбранд-Щупах (* 3 септември 1764; † 20 февруари 1851), омъжена на 20 февруари 1786 г. за граф Антон Йозеф фон Лесли (* 20 Феб 1734; † 22 февруари 1802)
- Мария Антония Цецилия Винценция Серафина фон Вурмбранд-Щупах (* 30 декември 1765; † 24 юни 1769)
- Йозеф Франц Гундакер Винценц Ферериус фон Вурмбранд-Щупах (* 26 септември 1768, Грац; † 36 февруари 1796, Шварцау)